# Saint-Germain-des-Prés (Dordogne)

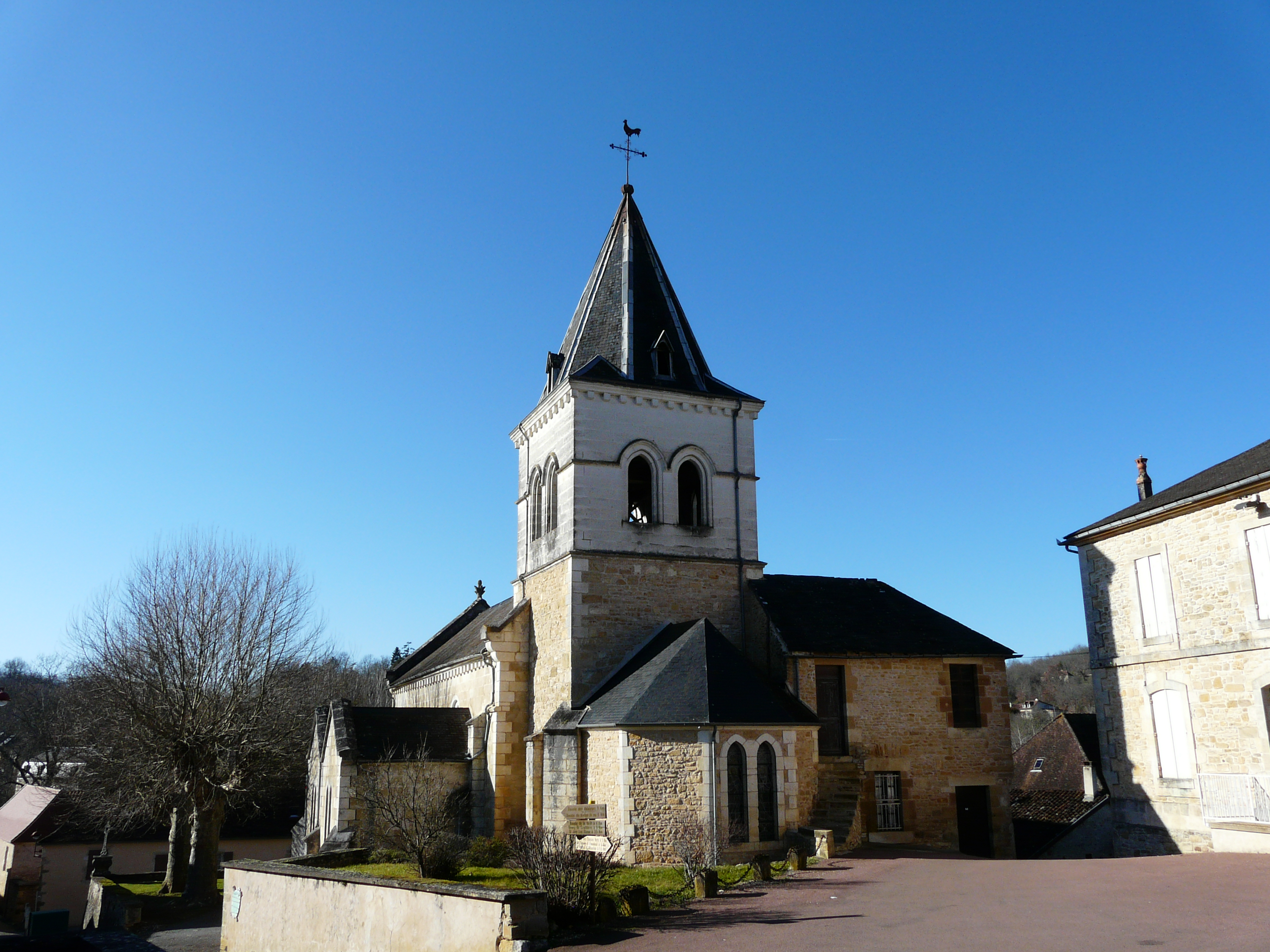
Église Saint-Germain

Saint-Germain-des-Prés (okzitanisch Sent Gèrman daus Prats) ist eine aus dem Ort sowie mehreren Weilern (hameaux) und Einzelgehöften (fermes) bestehende französische Gemeinde mit 482 Einwohnern (Stand 1. Januar 2022) im Département Dordogne in der Region Nouvelle-Aquitaine (vor 2016 Aquitaine). Sie gehört zum Arrondissement Nontron (bis 2017 Périgueux) und zum Kanton Isle-Loue-Auvézère.

## Lage und Klima
Der Ort Saint-Germain-des-Prés liegt etwa 32 km (Fahrtstrecke) nordöstlich von Périgueux bzw. ca. 79 km südwestlich von Limoges in einer Höhe von ca. 148 m. Das Klima ist gemäßigt; Regen (ca. 770 mm/Jahr) fällt übers Jahr verteilt.

## Geschichte
Der nach dem hl. Germanus von Auxerre benannte Ort war bereits im Mittelalter besiedelt; aus dem Jahr 1249 stammt die älteste Erwähnung unter dem Namen Sanctus Germanus in castello de Exidolio. In den Anfangsjahren der Französischen Revolution erhielt der Ort in Erinnerung an die Eisenerzgewinnung und -verarbeitung den Namen Germain-Ferrugineux, später dann Saint Germain les mines. Der heutige Ortsname existiert seit dem Jahr 1820.

### Bevölkerungsentwicklung
| Jahr      | 1800 | 1851 | 1901 | 1954 | 1999 | 2019 |
| Einwohner | 825  | 1209 | 943  | 664  | 467  | 471  |

Der Bevölkerungsrückgang im 20. Jahrhundert ist im Wesentlichen auf die Mechanisierung der Landwirtschaft und die Aufgabe von bäuerlichen Kleinbetrieben zurückzuführen.

## Wirtschaft
Im 18./19. Jahrhundert gab es mehrere Eisenerzminen und Metallschmelzen auf dem Gemeindegebiet. Die Gemeinde ist immer noch in hohem Maße landwirtschaftlich orientiert, wobei auch die Viehzucht eine beträchtliche Rolle spielt. Im Ort selber haben sich Handwerker und Kleindienstleister angesiedelt.

## Sehenswürdigkeiten
- Die Église Saint-Germain besitzt noch ihre romanische Apsis, doch stammen alle übrigen Teile – mit Ausnahme des Untergeschosses des Vierungsturmes – aus späterer Zeit. Das einschiffige Innere der Kirche birgt ein Gemälde eines unbekannten Malers der venezianischen Schule aus dem 16. Jahrhundert mit dem Thema des „Einzugs Christi in Jerusalem“, welches seit 1952 unter Denkmalschutz steht[1].
- Das Château de Saint-Germain entstammt dem 17. Jahrhundert; es wird heute als Hotel genutzt.
- Das Château de Saint-Pierre ist ein Gebäudekomplex des 18. Jahrhunderts, der heute als Ferienkolonie (Colonie de vacances) für Kinder genutzt wird.